# 介壽路 (桃園市)
介壽路為臺灣桃園市主要道路之一，此路行經桃園區、八德區和大溪區。北至民族陸橋與桃園區民族路相接；南至康莊路與瑞安路相接，全線從三民路至康莊路在台四線的範圍內，未來的桃園捷運綠線（G06－G03）即位於本路下方。

## 分段
- 桃園區：不分段
- 八德區：以和平路分為兩段
- 大溪區：不分段

## 主要結點
- 建國路 （桃園區）
- 三民路
- 廣福路
- 和平路
- 興豐路
- 員林路

## 沿線景觀
| | |
| - 介壽路（桃園區） - 民族陸橋 - 陽明公園 - 福林公園 - 中華郵政桃園福林郵局 - 桃園市後備指揮部 - 台灣中油介壽路加油站 - 交通部公路局桃園監理站 - 介壽路一段（八德區） - 中華電信八德服務中心 - 特力屋八德店 - 置地生活廣場 八德 - 家樂福八德店 - 桃園市兒童美術館 - 中華郵政八德大湳郵局 | - 介壽路二段（八德區） - 大潤發八德店 - 台塑石化統一精工八德加油站 - 中華郵政八德麻園郵局 - 麥當勞八德麻園店 - 巧克力共和國 - 東和鋼鐵八德廠 - 台灣中油佳興加油站 - 楓樹腳公園 - 中華郵政八德更寮腳郵局 - 陸軍化生放核訓練中心 - 介壽路（大溪區） - 中華郵政大溪僑愛郵局 - 僑愛新村 - 桃園市大溪區僑愛國民小學 - 金蘭食品 - 中華郵政大溪崎頂郵局 - 武嶺橋 |